# 鈴木智文
鈴木 智文（すずき ともふみ）は、日本のギタリスト、作曲家、編曲家、音楽プロデューサー。ロックバンド『ポータブル・ロック』のメンバーである。

## 来歴
生い立ちに関してはほとんど公表されていない。ギタリストとしてアーティストのサポートを務めるほか、バンドを通して本格的な音楽活動を行っている。作曲家、編曲家、音楽プロデューサーとしてアーティストに楽曲提供し、劇伴も手掛けている。アニメソングの制作も多い。本名義の他、鈴木”CHIBUN”智文、CHIBUN名義でも発表している。
1978年
久保田慎吾・上野耕路らが千葉県で結成した、パンク・ロックバンド・『8 1/2（ハッカニブンノイチ / ハッカ）』に加入する。
1979年
『8 1/2』が解散する。
1980年
3月、久保田と共にバンド『PRICE』を新たに結成する。
1981年
野宮真貴（後にピチカート・ファイヴに加入）のソロ・デビュー・コンサートで、中原信雄と共にバックバンドを務めた。
1982年
前述2名と共に音楽ユニット・『ポータブル・ロック』を結成し、活動する。
1986年
バンド活動を停止する。
1990年代
アニメソング、劇伴制作に携わる。
2006年
4月15日、新宿LOFTで開催されたムーンライダーズらとのライブで、ポータブル・ロックを一日限りで再結成を果たす。
2011年
ポータブル・ロックのアルバム『ビギニングス+5』を再発し、再々結成ライブを開催。

## レコーディングに参加した主な作品
- 久石譲
  - アルバム『CURVED MUSIC』（1986年9月25日発売、ポリドール・レコード）
  - アルバム『illusion』（1988年12月21日発売、NECアベニュー）
- 上田浩恵
  - 通算2枚目のアルバム『blew』（1986年11月発売、ポニーキャニオン）
- TETSU69
  - アルバム『Suite November』収録曲「WHITE OUT」「SCARECROW」（2002年11月20日発売、SPROUSE／DREAM MACHINE）
- 『「おいしい関係」オリジナル・サウンドトラック』（1996年11月21日発売、ポニーキャニオン、高浪敬太郎プロデュース）

## 楽曲提供した他アーティスト・作品
（五十音順）
- ウンディーネfeat.アリア社長（広橋涼・葉月絵里乃・斎藤千和）
  - 「でっかいシアワセです。」（作曲・編曲）
    - ドラマCD『ARIA The NATURAL ドラマCD I / II・Vocal Song Collection』収録。アニメ『ARIA The NATURAL』（2006年、テレビ東京）挿入歌。
- 梶谷美由紀
  - 「夢みるメロディー」（作曲・編曲） 
    - 通算3枚目のシングル『夢みるメロディー』表題曲。アニメ『怪盗セイント・テール』（1996年、テレビ朝日）エンディングテーマ。
- 木内美歩
  - 「第三者」（作曲）
- 清浦夏実
  - 「風さがし」（作曲・編曲）
    - 通算1枚目のシングル『風さがし』表題曲。アニメ『スケッチブック 〜full color's〜』（2007年、テレビ東京）挿入歌。
- 花澤香菜
  - 「かげぼうし」（作曲・編曲） 
    - ドラマCD『TVアニメ『おとめ妖怪ざくろ』ドラマCD　活劇音盤 〜さき、共々と〜』収録曲。アニメ『おとめ妖怪 ざくろ』（2010年、テレビ東京）ドラマCD曲。
- ふきのとう
  - 「輝く朝に 〜ABRAXAS〜」（編曲） 
    - 通算28枚目のシングル『輝く朝に 〜ABRAXAS〜』収録。よみうりテレビ・日本テレビ系ドラマ「花友禅」主題歌。

  - 「Daisy」
    - 通算28枚目のシングル『輝く朝に 〜ABRAXAS〜』収録。

  - 「Thank you, my friends」（編曲）
  - 「VISION OF DREAMS」（編曲）
  - 「September Moon Night」（編曲） 
    - 通算14枚目のアルバム『Heartstrings』収録。
- 能登麻美子・池澤春菜・斉藤千和・広橋涼
  - 「ガブリンゴかじり隊」
    - ケロロ軍曹（2004年 - 2011年、テレビ東京）挿入歌。
- 牧野由依
  - 「遠くまで行こう」（作曲・編曲） 
    - 通算6枚目のシングル『スケッチブックを持ったまま』収録。アニメ『スケッチブック 〜full color's〜』挿入歌。

## リミックスに参加した主なアーティスト・作品
- TWO-MIX

「MAXIMUM WAVE (Hole In My Shoe Mix)」
通算3枚目のリミックスアルバム『BPM "DANCE∞" II』収録。

## テレビ
ドラマ
- 『おいしい関係』（1997年、フジテレビジョン、主演：中山美穂）